# Varennes (Vienne)
Varennes è un comune francese di 376 abitanti situato nel dipartimento della Vienne nella regione della Nuova Aquitania.

## Società

### Evoluzione demografica
Abitanti censiti